# Popondetta
Popondetta ( também, Popendetta)  é uma cidade e capital da província de Oro na Papua-Nova Guiné, tendo uma de 49.224 em 2013.
Popondetta fica perto de Buna, na costa norte da Papua e possui como em toda a ilha, grande biodiversidade e sendo o lar da Ornithoptera alexandrae, considerada a maior borboleta do mundo.